# Premi Pere Quart d'humor i sàtira
El Premi Pere Quart d'humor i sàtira fou un premi literari en llengua catalana convocat per l'Ajuntament de Sabadell i Edicions La Campana, en record de l'escriptor sabadellenc Joan Oliver, Pere Quart. S'instituí el 1987, just l'any després de morir Pere Quart, i s'atorgava al millor text en català, inèdit, d'humor i sàtira. Era obert als diversos gèneres literaris i estava dotat amb 12.000 euros. Formaven part del jurat un representant de la família de Joan Oliver, un representant d'Edicions La Campana, un representant de l'Ajuntament sabadellenc i altres personalitats del món de la crítica i de la creació literària en català. Edicions La Campana publicava les obres premiades a la “Sèrie d'Humor i Sàtira”. L'edició s'acostumava a presentar el mateix dia del lliurament del premi, pels volts del 29 de novembre, data de naixement de Joan Oliver.
Es va lliurar per darrera vegada el 2010.

## Guanyadors
- 1987 Miquel Desclot, per Auques i espantalls
- 1988 Joan Barril, per Un submarí a les estovalles
- 1989 Ignasi Riera, per Bla, bla, bla...
- 1990 Enric Larreula, per La propina
- 1991 Ramon Folch i Camarasa, per Manual del perfecte escriptor mediocre
- 1992 Nèstor Luján, per Les tres glorioses
- 1993 Anna Vila, per Vacances al Zurich
- 1994 Jan Baca, per La casa a mida
- 1995 Desert
- 1996 Lluís Permanyer, per No la saps, aquesta?
- 1997 Albert Om, per El nom del porc
- 1998 Paco López Diago, per L'home que no volia avorrir les dones
- 1999 Carles Capdevila, per Criatura i companyia
- 2000 Enric Larreula, per La dutxa
- 2001 Desert
- 2002 Empar Fernández i Judit Pujadó, per Planeta ESO
- 2003 Marta Sabaté, per Que no me'l toquin
- 2004 Àlex Masllorens, per Desastre a la 525
- 2005 Desert
- 2006 Desert
- 2007 Xavier Gual, per Estem en contra
- 2008 Desert
- 2009 Desert
- 2010 Carles Porta, per El club dels perfectes[5]
- 2011 No convocat
- 2012 No convocat
- 2013 No convocat
- 2014 No convocat
- 2015 El 30 d'abril de 2015, Isabel Martí va dir: "No vull donar les culpes a ningú, però és un premi [el Pere Quart d'humor i sàtira] mort i enterrat"[6]